# Зайчино
За́йчино (болг. Зайчино) — село в Кирджалійській області Болгарії. Входить до складу общини Кирджалі.

## Населення
За даними перепису населення 2011 року у селі проживали 32 особи, усі — турки.
Розподіл населення за віком у 2011 році:
Динаміка населення: